# Phoenix Wright: Ace Attorney
Phoenix Wright: Ace Attorney (逆転裁判 蘇る逆転, Gyakuten Saiban: Yomigaeru Gyakuten) is een avonturenspel en visuele roman die is ontwikkeld door Capcom voor de Nintendo DS. Phoenix Wright is in het najaar van 2005 uitgegeven in Japan en Amerika door Capcom, in Europa werd het in de lente van 2006 uitgegeven door Nintendo. 
Het spel is een remake van Gyakuten Saiban (逆転裁判) voor de Game Boy Advance dat in 2001 door Capcom werd uitgebracht in Japan. De DS-remake bevat ondersteuning voor het aanraakscherm en de microfoon van de Nintendo DS, en bevat een extra hoofdstuk.
Phoenix Wright is de eerste van de zes games in de Ace Attorney serie. De eerste drie zijn aanvankelijk in Japan op Game Boy Advance verschenen, later zijn ze vertaald en herzien voor de Nintendo DS.
De volgende games in de serie zijn Phoenix Wright: Ace Attorney: Justice for All, Phoenix Wright: Ace Attorney: Trials & Tribulations, Apollo Justice: Ace Attorney, Phoenix Wright: Ace Attorney: Dual Destinies, Phoenix Wright: Ace Attorney: Spirit of Justice en de spin-offs Ace Attorney Investigations: Miles Edgeworth en Ace Attorney Investigations 2: Prosecutor's Gambit.

## Gameplay
In Phoenix Wright: Ace Attorney speelt de speler de beginnende advocaat Phoenix Wright. Als advocaat moet hij trachten vrijspraak voor zijn cliënt te krijgen. Dit doet hij door getuigenissen tijdens de rechtszaak uit elkaar te halen en te wijzen op contradicties (tegenstrijdige verhalen).
De gameplay in Phoenix Wright bestaat uit twee delen. In het gedeelte Investigation probeert hij bewijzen te vinden en meer achtergrondinformatie te verzamelen om cliënt te kunnen verdedigen. In het gedeelte Trial staat hij in de rechtbank en moet hij de rechter ervan overtuigen dat de cliënt onschuldig is. Hier kan hij zijn bewijzen presenteren en getuigen wijzen op contradicties in hun getuigenissen.

## Het rechtssysteem inPhoenix Wright
Phoenix Wright speelt zich af in de nabije toekomst, in het jaar 2016. Door de groeiende criminaliteit is er een nieuw rechtssysteem tot leven geroepen, het 'Initial Trial System'. Het betekent dat de rechter binnen drie dagen na de misdaad met een vonnis moet komen. Tevens wordt er van tevoren uitgegaan dat de beschuldigde schuldig is en is het aan de advocaat om zijn onschuld te bewijzen.
Men moet er op letten dat dit 'Initial Trial System' geenszins op het ware rechtssysteem lijkt en enkel in het leven is geroepen om het spel aantrekkelijk te maken.

## Hoofdstukken
De eerste vier hoofdstukken komen uit de originele Gyakuten Saiban. Het laatste hoofdstuk is een nieuw verhaal, speciaal bedacht voor de Nintendo DS. Deze maakt ook meer gebruik van de speciale hardware van de Nintendo DS.

### 1. The First Turnabout
Hajimete no Gyakuten (はじめての逆転)
De beste vriend van Phoenix, Larry Butz, wordt verdacht van moord. Phoenix' eerste zaak wordt het verdedigen van Larry.

### 2. Turnabout Sisters
Gyakuten Shimai (逆転姉妹)
Phoenix' mentor Mia Fey wordt vermoord en Mia's zusje Maya is de hoofdverdachte.

### 3. Turnabout Samurai
Gyakuten no Tonosaman (逆転のトノサマン)
De hoofdrolspeler van de populaire kinderserie "Steel Samurai" wordt verdacht van het vermoorden van een mede-acteur.

### 4. Turnabout Goodbyes
Gyakuten, Soshite Sayonara (逆転, そしてサヨナラ)
Openbaar aanklager Miles Edgeworth wordt verdacht van de moord op Robert Hammond, de advocaat van het beruchte DL-6 incident. In deze zaak is Edgeworths vader vermoord. Phoenix Wright zal moeten strijden tegen Manfred von Karma (een beruchte aanklager die nog nooit een zaak heeft verloren in 40 jaar tijd) en er blijkt een oude moordzaak opgehaald te moeten worden om de huidige zaak op te lossen.

### 5. Rise from the Ashes
Yomigaeru Gyakuten (蘇る逆転)
De hoofdaanklager van de regio, Lana Skye, wordt ervan verdacht een detective vermoord te hebben, waar zij 2 jaar geleden mee had gewerkt aan een onderzoek naar een seriemoordenaar. Tegelijkertijd wordt deze detective op precies dezelfde tijd op een andere plek vermoord.

## Hoofdrolspelers

### Advocaten

#### Phoenix Wright
Naruhodou Ryuuichi (成歩堂龍一)
24 jaar. Hoofdrolspeler en onlangs begonnen als advocaat. Bekend om zijn stekelig haar. Vrienden noemen hem "Nick". Is advocaat geworden door een gebeurtenis in zijn verleden, die hem heeft gedreven tot het vak.

#### Mia Fey
Ayasato Chihiro (綾里千尋)
27 jaar. Bekende advocate en mentrix van Phoenix. Is advocaat geworden omdat haar moeder door toedoen van een man verdween, Mia probeerde deze man voor eeuwig achter slot en grendel te krijgen. Heeft sterke psychische krachten en kan zelfs na haar dood haarzelf manifesteren in andere mensen, mits die spirituele krachten bezitten, zoals haar zusje Maya.

### Overigen

#### Maya Fey
Ayasato Mayoi (綾里 真宵)
17 jaar. Zusje van Mia en de assistente van Phoenix. Is een medium in training, hoewel ze niet veel traint de laatste tijd. Is nogal kinds en een groot fan van de "Steel Samurai". Maya heeft altijd trek in junkfood, zoals hamburgers.

#### Ema Skye
Houzuki Akane (宝月 茜)
16 jaar. Scholier en de assistente van Phoenix Wright in het laatste hoofdstuk. Aspireert een wetenschappelijke onderzoekster te worden en draagt dan ook altijd haar flesje Luminol bij zich. Het kleine zusje van Lana Skye.

#### Larry Butz
Yahari Masashi (矢張　政志)
23 jaar. De beste vriend van Phoenix en een magneet voor problemen. Het gezegde op de basisschool ging dan ook: "When something smells, it's usually the Butz". ("Als er iets mis is, is het normaal gesproken Butz' schuld")

### Openbare aanklagers

#### Winston Payne
Auchi Takefumi (亜内 武文)
52 jaar. Een ervaren aanklager, die bekendstaat als de 'groentjesdoder', aangezien hij nieuwe advocaten altijd tot de wanhoop drijft. Doet verder aardig en is niet zo agressief en wreed als andere aanklagers. Heeft echter nooit een rechtszaak gewonnen van Phoenix of Mia, en wordt
gebruikt in de eerste zaken van de spellen, om je een milde aanklager te geven in het begin van het spel.

#### Miles Edgeworth
Mitsurugi Reiji (御剣 怜侍)
24 jaar. Rivaal van Phoenix. Door mensen de "geniale aanklager" genoemd, omdat hij tot nu toe altijd heeft gewonnen (tot zijn eerste rechtszaak tegen Phoenix Wright). Is al sinds zijn 20e aanklager, wat niet voor weinig jaloerse opmerkingen heeft gezorgd. Ook zijn kille en volgens sommigen wrede manier van aanklagen wordt niet altijd op prijs gesteld. Geruchten gaan dat hij bewijsmateriaal en getuigenissen vervalst. Was op basisschool vrienden met Phoenix en Larry. Hij heeft ook moeite om de getuigen hun naam en beroep te laten vertellen.

#### Manfred von Karma
Karuma Gou (狩魔 豪 )
65 jaar. Openbaar aanklager, mentor van Edgeworth en tientallen keren wreder dan Edgeworth. Heeft nog nooit een zaak verloren in 40 jaar tijd. Wel heeft hij één keer in zijn carrière een penalty gekregen, omdat Von Karma volgens Gregory Edgeworth, Miles Edgeworths vader, vervalste bewijsmaterialen had gebruikt. Toch slaagde Von Karma erin de rechtszaak te winnen. Von Karma was zo ontdaan van het feit dat hij een penalty had gekregen, dat hij Gregory Edgeworth vermoorde en de moord in de schoenen schoof van Yanni Yogi, destijds een bewaker in de rechtbank. Hierna nam hij zijn eerste en tevens laatste vakantie in zijn lange carrière. Von Karma heeft meerdere malen de "King of Prosecutors" prijs gewonnen. Manfred heeft een dochter, die in deel twee komt opdagen.

### Rechtbank

#### The Judge
Saibanchou (裁判長)
De rechter. Om een of andere reden staat Phoenix altijd bij deze man voor de rechtbank. De rechter lijkt niet heel slim en heeft soms moeite met het bijhouden van Phoenix en Edgeworth. Toch is de rechter een zeer wijze man, die altijd de juiste uitspraak doet. De rechter heeft een broer die ook rechter is, hij komt in een later deel voor.

### Getuigen

#### Frank Sawhit
Hoshio Yamano (山野星雄)
36 jaar. Hij is een krantenbezorger, en breekt vaak in. Hij draagt een toupet en heeft een moedervlek op zijn voorhoofd. Zijn achternaam Sawhit komt van de Engelse woorden saw en it.

#### April May
Umeyo Shouchiku (松竹梅世)
23 jaar. Werknemer van het Bluecorp bedrijf. Flirt vaak met mannen, die daardoor op haar verliefd worden. Ze lijkt op het eerste gezicht lief, maar ze kan net zo goed heel kwaad worden.

#### Redd White
Masaru Konaka (小中大)
39 jaar. Eigenaar van het Bluecorp bedrijf. Hij is flamboyant, arrogant en zet zichzelf graag in de belangstelling. Hij heeft paars haar en is gekleed in het roze. Laat vaak vol trots de ringen op zijn hand zien, die daarbij glitteren. Heeft in het verleden veelvuldig mensen afgeperst.

#### Wendy Oldbag
Kaoru Ooba (大場カオル)
Leeftijd onbekend. Werkt als bewaker in de filmstudio's waar de Steel Samurai wordt opgenomen. Is snel aangebrand, praat altijd heel hard en kan soms aan één stuk doorpraten. Maar ze kan ook aardig doen, maar dat doet ze dan alleen tegen aantrekkelijke mannen en filmsterren. Heeft een oogje op Edgeworth. Dit vindt hij verschrikkelijk irritant.

#### Sal Manella
Takuya Uzai (宇在拓也)
32 jaar. Regisseur van de populaire Steel Samurai televisieserie. Zweet veel en kwijlt altijd als hij een meisje ziet. Hij praat altijd in de zogenaamde l33t-taal, waarbij hij vaak afkortingen gebruikt als ROFL, en tevens eigen afkortingen (waar niemand iets van begrijpt) zoals ROFS.

#### Dee Vasquez
Sakura Himegami (姫神サクラ )
34 jaar. Producer van de populaire Steel Samurai televisieserie. Is altijd kalm en wordt vaak Diva of The Ice Queen genoemd. Als ze niet met je wilt praten, negeert ze je gewoon.

#### Lotta Hart
Natsumi Oosawagi (大沢木ナツミ)
22 jaar. Is fotograaf van beroep en wil graag fotojournaliste worden. Ze is snel aangebrand, maar ze denkt ook vaak aan anderen.

#### Old Man (Yanni Yogi)
Oyaji
52 jaar. Een oude, seniele man, eigenaar van een botenverhuurbedrijf bij het Gourd Lake. Denkt zelf dat hij de eigenaar is van een noodle-restaurant. Denkt ook dat Phoenix Wright zijn zoon is. Heeft in het verleden hersenbeschadiging opgelopen. Daardoor kan hij veel dingen niet meer herinneren, waaronder zijn eigen naam. Later wordt echter bewezen dat hij niet seniel is, dat hij nooit een hersenbeschadiging heeft opgelopen en verantwoordelijk is voor de dood van Robert Hammond.

### Politie

#### Detective Dick Gumshoe
Itonokogiri Keisuke (糸鋸　圭介)
30 jaar. Een detective in de Homicide Department. Niet de meest snuggere man in het korps, maar wel heel erg gepassioneerd over zijn werk en bewondert Edgeworth.

#### Damon Gant
Ganto Kaiji (巌徒 海慈)
65 jaar. Hoofd van de politie. Een oude man die zich kleedt in het oranje en vaak klapt in zijn handen. Houdt van zwemmen en noemt mensen graag bij koosnaampjes.

#### Officer Jake Marshall
Zaimon Kyousuke (罪門 恭介)
Eens een detective, maar nu gedegradeerd tot wachtpost van de bewijzenkamer op het hoofdkwartier. Kleedt zich in cowboy kledij, praat met coyboyfilm clichés en heeft een verzameling cactussen.

#### Angel Starr
Ichinotani Kyouka (市の谷 響華)
Angel Starr was eens een detective, maar werd ontslagen naar aanleiding van een zaak. Sindsdien is ze een verkoopster van lunches. Heeft vele vriendjes die graag diensten voor haar willen verrichten.

#### Blue Badger
Taiho-kun (タイホくん)
De mascotte van de politie, bedacht door het hoofd van de moorddivisie en gemaakt door Gumshoe. Staat bekend als de Beschermer van Waarheid, Houder van Bewijzen.

## Slachtoffers

#### Mia Fey
Ayasato Chihiro (綾里千尋)
27 jaar. Bekende advocate en mentrix van Phoenix. Is advocaat geworden omdat haar moeder door toedoen van een man verdween, Mia probeerde deze man voor eeuwig achter slot en grendel te krijgen. Helaas werd zij vermoord door deze man, na de eerste rechtszaak van Phoenix Wright. Heeft sterke psychische krachten en kan zelfs na haar dood haarzelf manifesteren in andere mensen, mits die spirituele krachten bezitten, zoals haar zusje Maya.

#### Jack Hammer
Takeshi Ibukuro (衣袋武志)
37 jaar. Acteur. Speelt de Evil Magistrate in de populaire Steel Samurai serie. Is het slachtoffer in Turnabout Samurai.

#### Robert Hammond
Yukio Nakamura (生倉雪夫)
48 jaar. Was de advocaat van het DL-6 incident. Is het slachtoffer in Turnabout Goodbyes.

#### Gregory Edgeworth
Shin Mitsurugi (御剣信)
35 jaar. Vader van Miles Edgeworth. Was de enige advocaat die ervoor zorgde dat Manfred von Karma een penalty kreeg toen Gregory hem beschuldigde van vervalste bewijsmaterialen. Was 15 jaar geleden het slachtoffer van het DL-6 incident.

#### Bruce Goodman
Michio Tadashiki (多田敷 道夫)
36 jaar. Ex-detective. Slachtoffer in Rise From The Ashes.

## Trivia
- Het spel is opgenomen in het boek 1001 Video Games You Must Play Before You Die van Tony Mott.